# Paris, vu des hauteurs du Père Lachaise
Paris, vu des hauteurs du Père Lachaise est une huile sur toile réalisée par Louise-Joséphine Sarazin de Belmont dans les années 1840–1850. Le tableau représente le cimetière du Père-Lachaise et plus particulièrement la tombe du peintre Antoine-Jean Gros et de sa veuve Augustine Dufresne, amis de l'artiste à qui elle rend hommage. 

## Histoire du tableau
Le tableau est un hommage de Louise-Joséphine Sarazin de Belmont à la mémoire du peintre Antoine-Jean Gros (1771–1835) et de sa veuve Augustine Dufresne (1789–1842).
Son auteure en a fait don au musée des Augustins de Toulouse le 28 juillet 1859.
On ne sait pas précisément de quand date le tableau, on sait seulement qu'il a été peint entre 1842, date de la mort d'Augustine Dufresne, et 1859, quand il a été donné au musée.
Il a été présenté lors des expositions Toulouse à l'époque romantique de novembre à décembre 1994 et Réservé au public 2 de juillet 1999 à février 2000.

## Description
Le tableau est une huile sur toile de 140 × 198 cm, ou 155,5 × 213 cm avec son cadre.
C'est une peinture de paysage représentant le cimetière du Père-Lachaise au crépuscule.
Au premier plan se trouvent des tombes enveloppées par une importante végétation. Elles bordent une allée serpentant jusqu'à un petit tertre couronné de cyprès, à gauche du tableau.
Au centre du tableau est représentée la tombe des familles Gros et Dufresne, reconnaissable à son monument massif de forme quadrangulaire, surmonté d'un fronton sur lequel repose un buste. Les inscriptions gravées sur le monument sont en partie lisibles. La sépulture est ombragée par un massif de gros arbres séculaires.
Un peu en arrière sur la droite se trouve la tombe du peintre David,. En réalité les deux tombes ne sont pas voisines au Père-Lachaise ; elles sont situées dans des divisions différentes du cimetière (no 25 pour Gros et Dufresne, no 56 pour David).
Enfin, au dernier plan du tableau est représenté Paris. Dans la brume on distingue la cathédrale Notre-Dame de Paris, l'hôtel des Invalides et le Panthéon.

Sépultures du Père-Lachaise représentées sur le tableau.
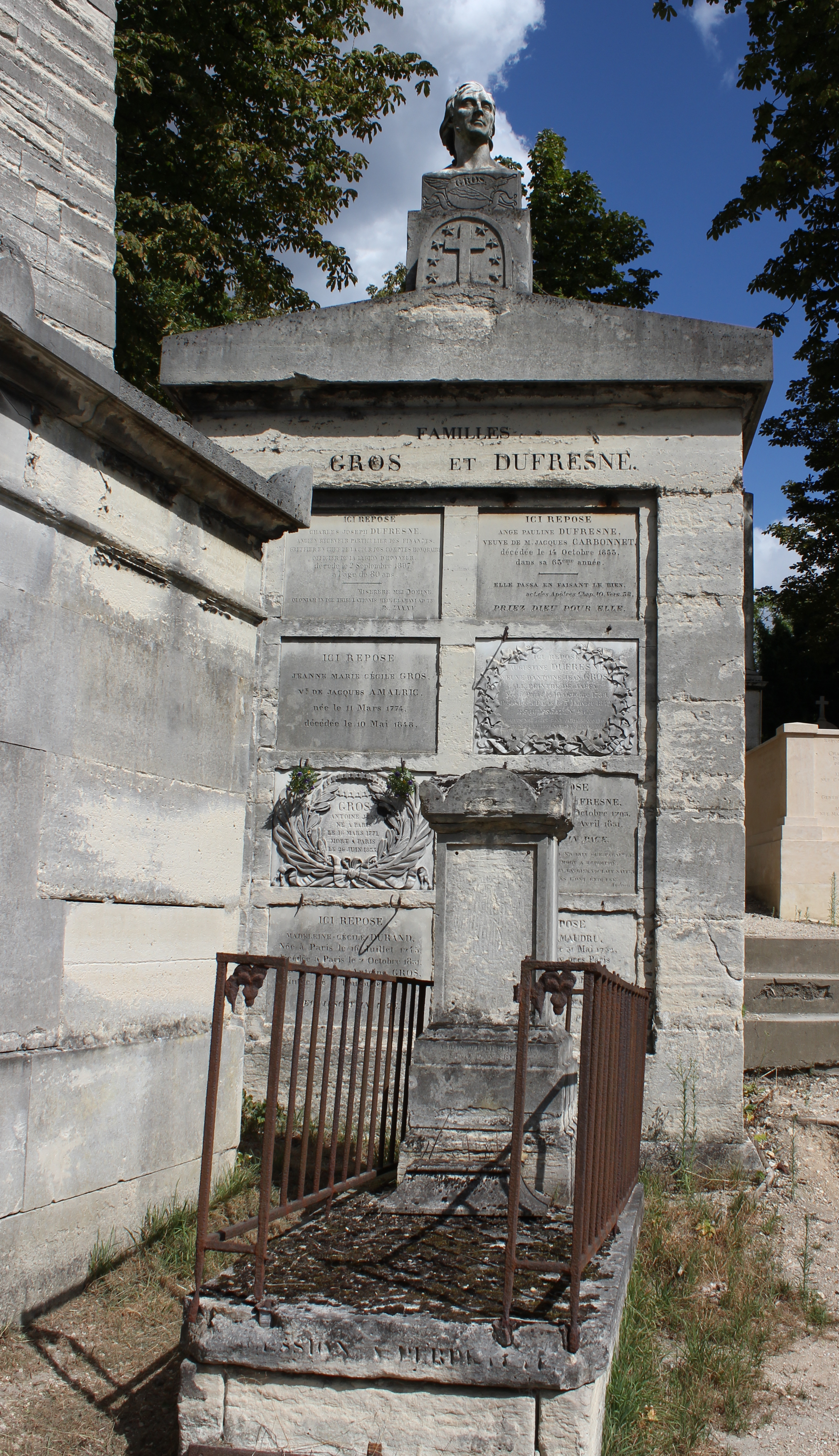
Tombe de Gros et Dufresne, au premier plan.
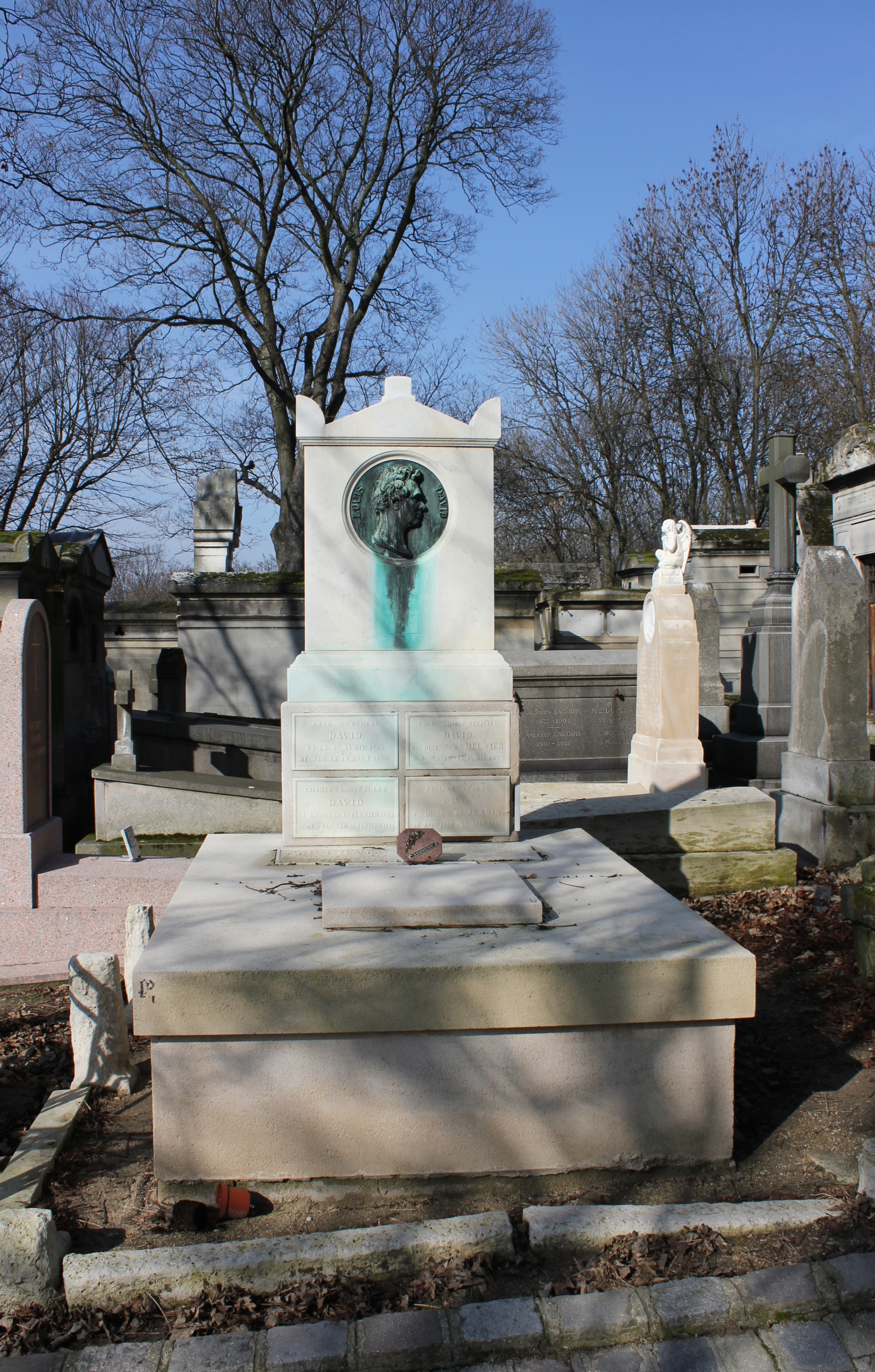
Tombe de David, au second plan.

## Contexte
Ce tableau fait partie d'un ensemble de quatre tableaux légués par Louise-Joséphine Sarazin de Belmont à la ville de Toulouse en 1859. Les trois autres tableaux commémorent, sous forme de série, la mémoire de la baronne Augustine Dufresne :
- Florence, vue de San Miniato[5],[b],
- Rome, vue du Monte Mario[6],[c],
- Naples, vue du Pausilippe[7],[d].

Les deux femmes ont en effet visité l'Italie entre 1839 et 1841, et c'est de ces points de vue qu'Augustine Dufresne aimait contempler les trois villes. En outre, ces trois paysages symbolisent respectivement la Foi, l'Espérance et la Charité, qualités attribuées à Augustine Dufresne.
Louise-Joséphine Sarazin de Belmont écrivit également une notice biographique en hommage à Augustine Dufresne. Après une première édition en 1842, l'année de la mort de son amie, elle la republia en 1859, après avoir fait don des quatre tableaux.
Elle fit également réaliser en 1847 par la statuaire Félicie de Fauveau un monument funéraire consacré au baron Antoine-Jean Gros, qui est aussi conservé au musée des Augustins de Toulouse,,.

Autres hommages de Sarazin de Belmont à Gros et Dufresne.
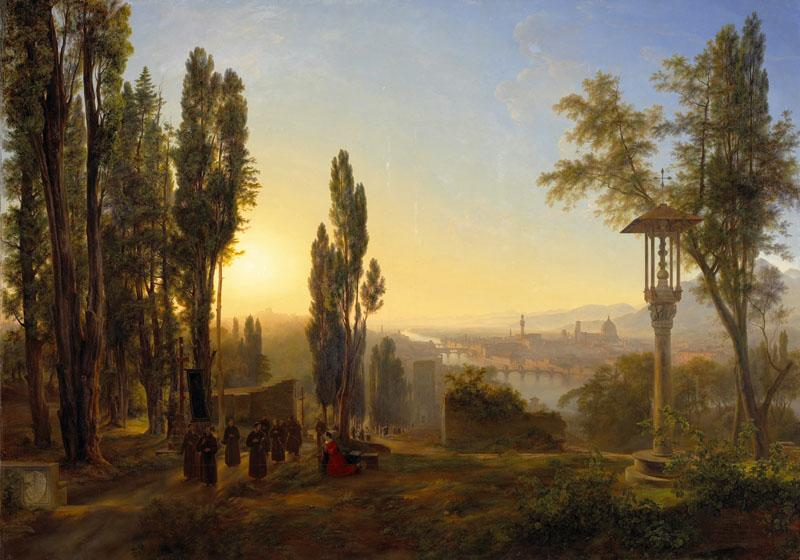
Vue de Florence.
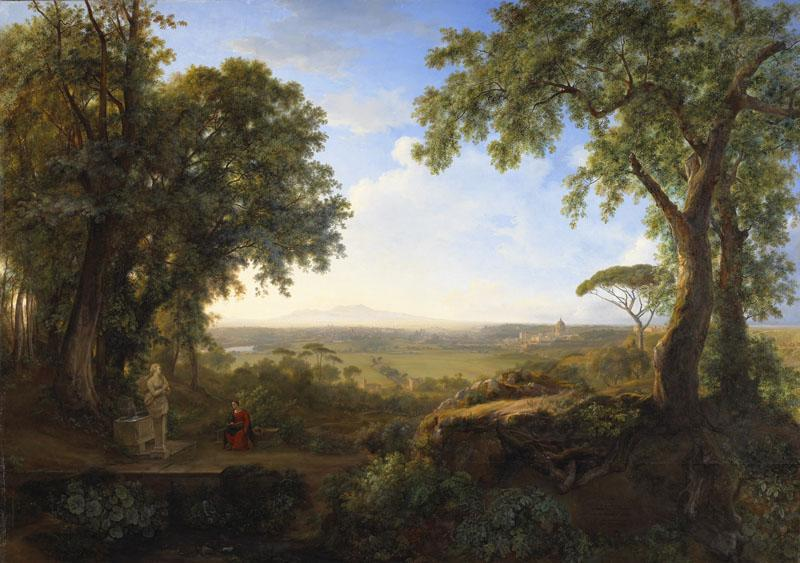
Vue de Rome.
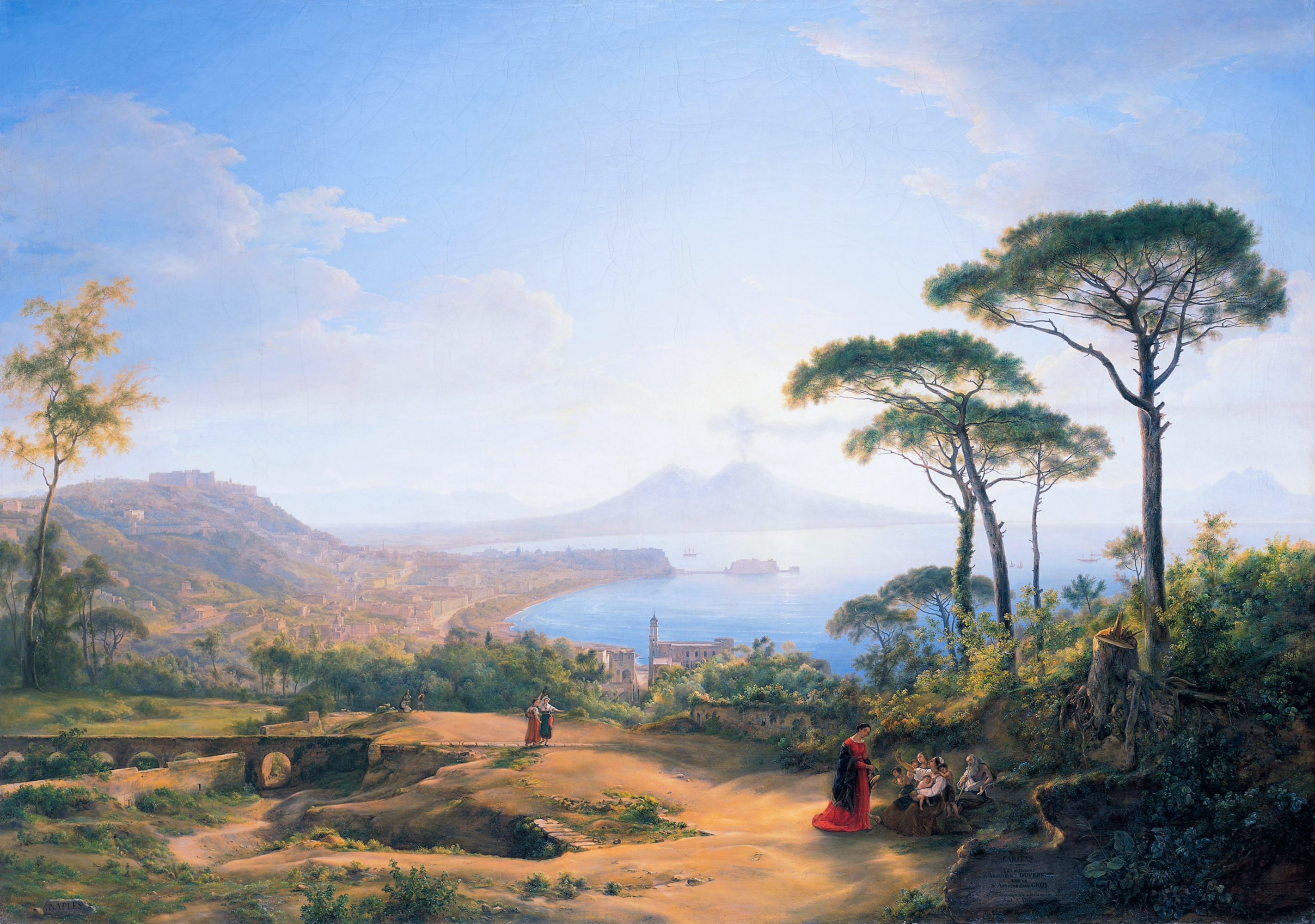
Vue de Naples.
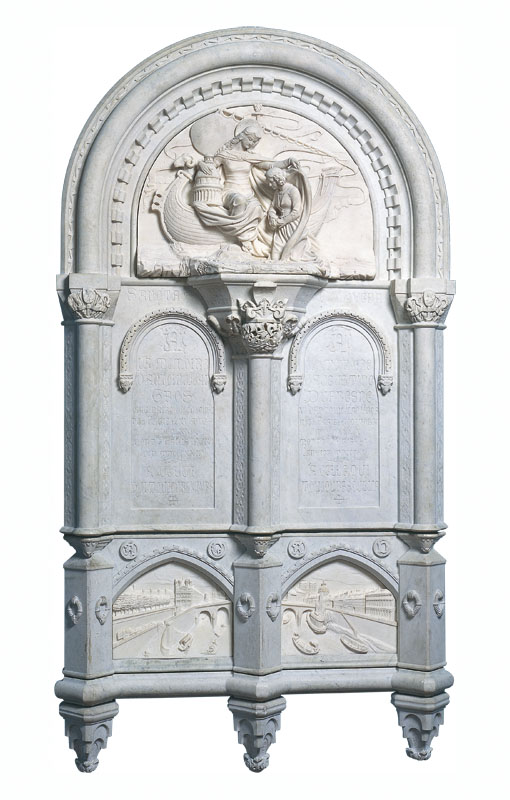
Monument au baron Gros.